# Villamassargia

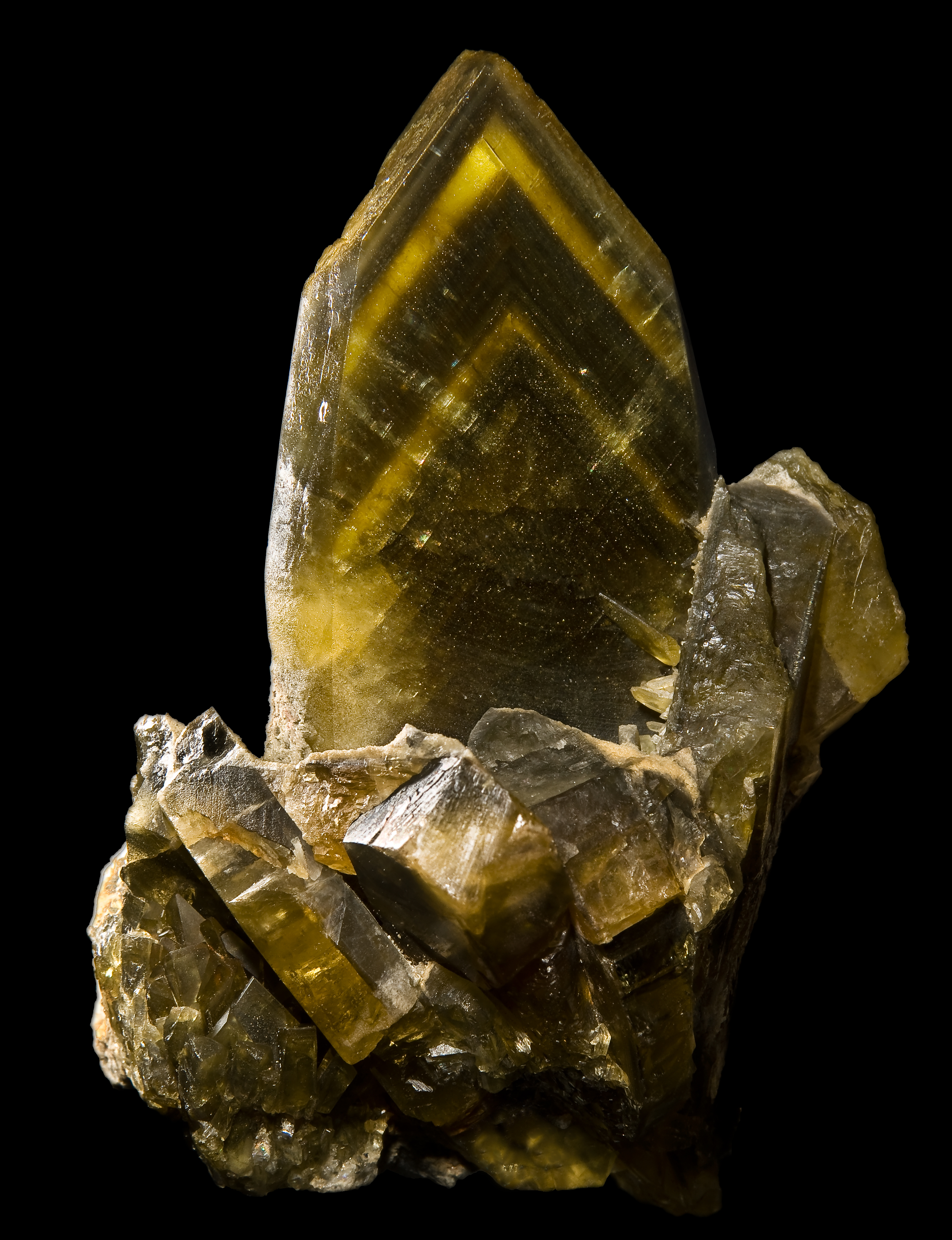
Baryt - Monte Mesu - Villamassargia

Villamassargia (sardisch: Biddamatraxa) ist ein Ort mit 3326 Einwohnern (Stand 31. Dezember 2023) in der Provinz Sulcis Iglesiente auf der italienischen Insel Sardinien.

## Verkehr
Nördlich des Ortes liegt der Bahnhof Villamassargia-Domusnovas am Abzweig der Bahnstrecke Villamassargia–Carbonia von der Bahnstrecke Decimomannu–Iglesias.